# Râul Ilfov
Râul Ilfov (numit uneori în mod incorect Râul Ilfovăț) este un curs de apă, afluent al râului Dâmbovița. 
Râul Ilfov izorăște din zona comunei Șotânga - județul Dâmbovița, din Dealul La Cruce (alt. 509 m). Traversează teritoriul satului Teiș, situat în sudul comunei, după care intră în Câmpia Înaltă a Târgoviștei. La sud de orașul Târgoviște au fost executate pe Ilfov lacurile de acumulare de la Ilfoveni și Brăteștii de Jos. Ilfovul are o lungime totală de 96 de km, fiind afluent al râului Dâmbovița. Se varsă în Dâmbovița în dreptul localității Zurbaua, județul Ilfov. Din lungimea totală, 80 de km sunt situați pe teritoriul județului Dâmbovița; pe teritoriul județului Ilfov, cursul râului măsoară mai puțin de 2 km (coincidența între denumirea județului și denumirea râului nu se explică prin situația geografică actuală, ci are o explicație istorică: dat fiind că Argeșul și Dâmbovița, râuri importante, dădeau numele altor județe ale țării, pentru a denumi județul din jurul Bucureștiului s-a apelat la numele acestui râu, mai puțin important, al cărui parcurs pe teritoriul vechiului județ Ilfov era sensibil mai lung decât este în prezent, pe teritoriul actualului județ; ar fi putut fi ales numele altor râuri similare, care străbăteau teritoriul județului respectiv, precum Colentina sau Sabarul, dar a fost ales cel al Ilfovului) . 